# Miss International 1983
Miss International 1983, ventitreesima edizione di Miss International, si è tenuta presso Osaka, in Giappone, il 11 ottobre 1983. La costaricana Gidget Sandoval è stata incoronata Miss International 1983.

## Risultati

### Piazzamenti
| Risultato finale        | Concorrente |
| ----------------------- | --- |
| Miss International 1983 | - Costa Rica - Gidget Sandoval |
| 2ª classificata         | - Australia - Michelle Marie Banting |
| 3ª classificata         | - Danimarca - Inge Ravn Thomsen |
| Top 15                  | - Belgio - Marina De Ruyck - Colombia - Marta Liliana Ruiz Orduz - Corea del Sud - Chung Young-soon - Giappone - Akemi Fujita - Inghilterra - Nicola Stanley - Irlanda - Sandra Eglington - Italia - Federica Silvia Tersch - Nuova Zelanda - Brenda Dennise Ngatai - Paesi Bassi - Brigitte Bergman - Scozia - Alison Dunn - Spagna - Milagros Pérez Castro - Stati Uniti - Kimberly Anne Bleier |

### Riconoscimenti speciali
| Riconoscimento        | Concorrente                        |
| --------------------- | ---------------------------------- |
| Best National Costume | - Corea del Sud - Chung Young-soon |
| Miss Friendship       | - Bolivia - Eliana Limpias Suárez  |
| Miss Photogenic       | - Inghilterra - Nicola Stanley     |

## Concorrenti
- Australia - Michelle Marie Banting
- Austria - Eveline Rille
- Belgio - Marina De Ruyck
- Bolivia - Eliana Limpias Suárez
- Brasile - Geórgia Marinho Ventura
- Canada - Starr Andreeff
- Colombia - Marta Liliana Ruiz Orduz
- Corea del Sud - Chung Young-soon
- Costa Rica - Gidget Sandoval Herrera
- Danimarca - Inge Ravn Thomsen
- Filippine - Flor Eden "Epang" Guano Pastrana
- Finlandia - Niina Kesäniemi
- Francia - Valérie Guenveur
- Galles - Lianne Patricia Gray
- Germania - Loana Katharina Radecki
- Giappone - Akemi Fujita
- Grecia - Plousia "Sia" Farfaraki
- Guam - Shannon Dilbeck
- Honduras - Ileana Maritza López Turcios
- Hong Kong - Eve Lee Yuet-Fu
- India - Sahila Vimal Chadha
- Inghilterra - Nicola Stanley
- Irlanda - Sandra Eglington
- Islanda - Steinunn Johanna Bergmann
- Isole Marianne Settentrionali - Margarita Tenorio Benavente
- Israele - Sigal Fogel
- Italia - Federica Silvia Tersch
- Malaysia - Helen Ann Peters
- Messico - Rosalba Chávez Carretero
- Norvegia - Christine Zeiner
- Nuova Zelanda - Brenda Dennise Ngatai
- Paesi Bassi - Brigitte Bergman
- Portogallo - Cesaltina da Conceição Lopes da Silva
- Scozia - Alison Dunn
- Singapore - Ngow Pui Lee
- Spagna - Milagros Pérez Castro
- Stati Uniti - Kimberly Anne Bleier
- Svizzera - Barbara Zehnder
- Thailandia - Kasama Senawat
- Turchia - Guzin Yildiz
- Venezuela - Donna Bottone Tirante